# Leptapoderus rufobasalis
Leptapoderus rufobasalis es una especie de coleóptero de la familia Attelabidae.

## Distribución geográfica
Habita en Indonesia.